# Macbeth (téléfilm, 1960)
Pour les articles homonymes, voir Macbeth.
Pour plus de détails, voir Fiche technique et Distribution.
Macbeth est un téléfilm américano-britannique, réalisé par George Schaefer en 1960, et diffusé sur le réseau NBC le 20 novembre 1960.

## Fiche technique
- Titre original : Macbeth
- Pays d'origine :  États-Unis et  Royaume-Uni
- Année : 1960
- Réalisation : George Schaefer
- Scénario : George Schaefer (adaptation) et Anthony Squire (adaptation)
- Histoire : William Shakespeare, d'après sa pièce éponyme
- Production : Phil C. Samuel et George Schaefer
- Société de production : Grand Prize Films, Hallmark Hall of Fame Productions
- Société de distribution : 
  - British Lion Film Corporation (Royaume-Uni "Cinéma")
  - National Broadcasting Company (États-Unis "Première diffusion")
- Musique : Richard Addinsell
- Photographie : Freddie Young[1]
- Montage : Ralph Kemplen
- Costumes : Beatrice Dawson
- Maquillage : Bob Lawrance[2] (makeup coordinator)
- Langue : anglais
- Format : Couleur – 1,33:1 – 35 mm – Mono
- Genre : drame
- Durée : 90 minutes
- Dates de sortie :  États-Unis : 20 novembre 1960

## Distribution
- Maurice Evans : Macbeth
- Judith Anderson : Lady Macbeth
- Ian Bannen : Macduff
- Michael Hordern : Banquo
- Jeremy Brett : Malcolm
- Malcolm Keen : Duncan
- William Hutt : Ross
- Felix Aylmer : Docteur
- Charles Carson : Caithness
- Trader Faulkner : Seyton
- Scott Finch : Fleance
- Simon Lack : Menteith
- Brewster Mason : Angus
- Anita Sharp-Bolster : Deuxième sorcière